# B4 (Zypern)
Die B4 ist eine Hauptstraße oberster Ordnung im Süden von Zypern. Sie verbindet den Flughafen Larnaka mit dem Stadtgebiet von Larnaka auf einer Strecke von 5 km.

## Verlauf
Die B4 beginnt an einer Kreuzung nahe dem Ort Dromolaxia westlich des Flughafens. Sie kreuzt daraufhin die A3. Weiter in nordöstliche Richtung bestehen mehrere Verbindungen an das Flughafengelände, bevor die Straße am Salzsee von Larnaka das Stadtgebiet von Larnaka erreicht. Nach Durchquerung des Stadtteils Skala endet die B4 im Stadtgebiet von Larnaka, in der Nähe des Beginns der B2.